# Flamengos
Os flamengos (em neerlandês: Vlamingen; em francês: flamands) são um grupo étnico germânico que fala flamengo, uma variante da língua neerlandesa, e que são os habitantes tradicionais da região da Flandres. São um dos dois principais grupos étnicos da Bélgica, sendo o outro grupo principal o dos valões, que falam francês.
Os flamengos constituem a maior parte da população belga (cerca de 60%). Historicamente, o termo "flamengos" refere-se aos habitantes de condado medieval da Flandres, independentemente da língua falada. A região contemporânea de Flandres compreende uma parte desse condado histórico, bem como partes do Ducado medieval de Brabante e do Condado medieval de Loon.

## Origem
A definição de "flamengo" não foi sempre a mesma. No início, só os habitantes do Condado da Flandres eram chamados de flamengos. Com o tempo, o termo passou a ser aplicado a todos os falantes de neerlandês que moravam no norte da Bélgica.
Embora os flamengos sempre tenham sido maioria na Bélgica, eles sempre foram discriminados. Por exemplo, somente em 1930 a Universidade de Gante começou a dar aulas em neerlandês e só em 1967 a constituição belga foi traduzida para o neerlandês.